# Patrologie
Patrologie (z řeckého πατήρ otec a λόγος slovo) je věda, která studuje život a dílo církevních Otců. Jakožto studium teologických textů může být považována za součást teologie, jako literární vědu může být zařazena pod studium literatury.
Od pojmu patrologie se odlišuje patristika.
Patrologie se zajímá o život autorů starověkých církevních spisovatelů, avšak nenahrazuje ani se nesnaží být prostou hagiografií či biografií. Pochopení životních osudů jednotlivých autorů však má napomoci lepšímu porozumění samotnému dílu. Mohli bychom ji tedy popsat jako literární historii starověkého křesťanství.
Studium patrologie je ve skutečnosti značně komplementární k patristice; mohli bychom říci, že samotná patristika využívá poznatků získaných z patrologie.
Patrologie jako literární věda používá shodné postupy. Zajímá se o zpracování dochovaných rukopisů a historii dochovaného textu (textová kritika), zkoumá jejich autenticitu a připisuje autorství jednotlivým spisům.